# Leopoldo Brizuela
Leopoldo Brizuela Grau (La Plata, 8 de junio de 1963-Buenos Aires, 14 de mayo de 2019) fue un escritor, traductor y periodista argentino. Considerado uno de los más destacados escritores argentinos contemporáneos, su obra fue traducida a varios idiomas y recibió numerosos premios, entre ellos, el Clarín de Novela (1999) y el Alfaguara de Novela (2012). Desde el año 2016 hasta su fallecimiento, trabajó en la recuperación de archivos de escritores argentinos en la Biblioteca Nacional Mariano Moreno. Además, reivindicó y fomentó la circulación de la obra de escritoras como Sara Gallardo, Elvira Orphée, Libertad Demitrópulos y Griselda Gambaro.

## Biografía

### Primeros años y formación
Leopoldo Brizuela Grau nació el 8 de junio de 1963 en la ciudad de La Plata, Argentina. Su madre, Antoni Grau Irla, fue la hija de un catalán anarquista. Su padre fue un riojano que trabajó en la empresa de petróleo argentina YPF.
En 1977, publicó en la revista Oeste sus primeros relatos, por consejo del escritor Gustavo Nielsen. Al año siguiente, comenzó su colaboración como periodista en distintos medios, entre ellos, La Nación, donde realizó entrevistas, reseñas y perfiles de escritores argentinos y extranjeros.
En 1980, se recibió de bachiller en el Colegio San Luis de la Congregación de los Hermanos Maristas. En 1982, ingresó en las carreras de Derecho y Letras de la Universidad Nacional de La Plata, pero las abandonó.

### Trayectoria literaria
En 1985, Brizuela publicó su primera novela, Tejiendo agua, después de que obtuvo el premio de la fundación Amalia Lacroze de Fortabat. En 1987, editó el libro Cantoras, de reportajes a las cantantes Gerónima Sequeida y Leda Valladares. Entre 1989 y el 2000, coordinó talleres de escritura en la cárcel de mujeres de Lisandro Olmos y en la Asociación de Madres de Plaza de Mayo.

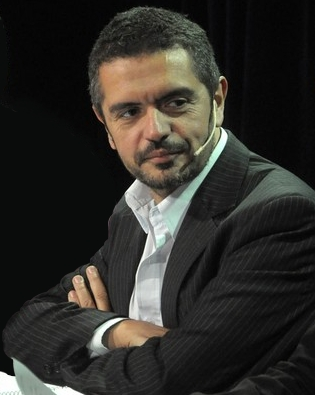
Brizuela en el 2010.

En 1992, publicó los libros Cantar la vida, de conversaciones con las cantantes Mercedes Sosa, Aimé Painé, Teresa Parodi, Leda Valladares y Gerónima Sequeida, y Cómo se escribe una novela, coescrito con Edgardo Russo. Junto a este último escritor, en 1993 publicó la antología Cómo se escribe un cuento. En 1995, publicó su primer poemario, Fado, y se desempeñó, desde ese año hasta el 2001, como docente en la cátedra de Guion Cinematográfico de la Universidad Nacional de La Plata. En 1996, recibió el Primer Premio Edelap de Cuento. En 1998, editó la antología Instrucciones secretas.
En 1999, publicó su segunda novela, Inglaterra. Una fábula, que obtuvo los premios Clarín de Novela y Municipal. En el 2000, editó una antología de relatos homosexuales titulada Historia de un deseo: el erotismo homosexual en 28 relatos argentinos contemporáneos. En el 2001, publicó la novela corta El placer de la cautiva. En el 2002, editó en Alfaguara su primer libro de cuentos, Los que llegamos más lejos. Un año después, en el 2003, residió en el Programa Internacional de Escritura de la Universidad de Iowa, Estados Unidos.
En el 2010, el escritor publicó su tercera novela, Lisboa. Un melodrama. En el 2012, obtuvo el Premio Alfaguara por su cuarta novela, Una misma noche, acerca de la última dictadura militar argentina. La escritora Rosa Montero, jurado del premio, llamó al texto «un thriller existencial, perturbador, hipnotizante».

### Últimos años y fallecimiento

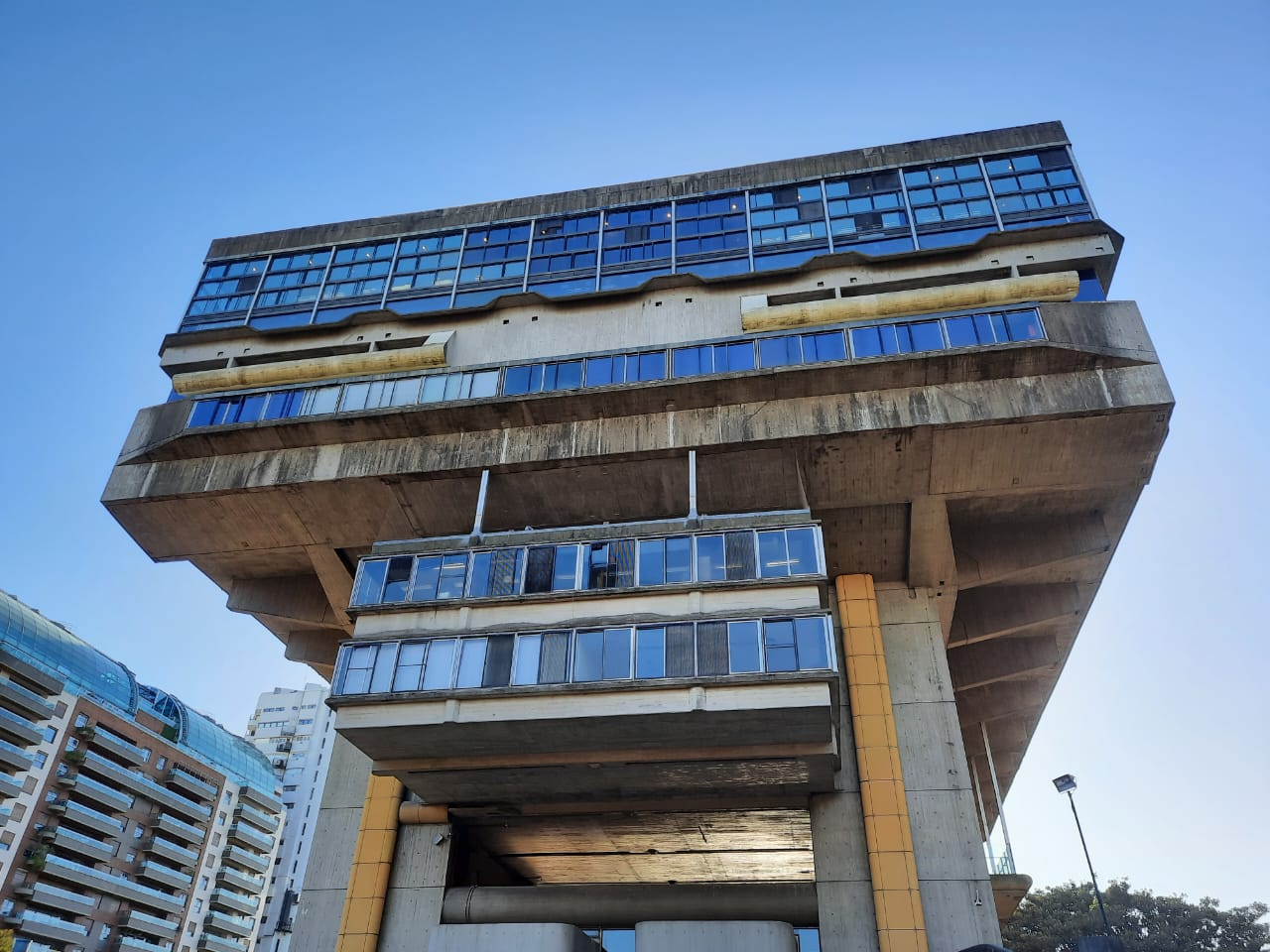
La Biblioteca Nacional Mariano Moreno, donde Brizuela trabajó en sus últimos años de vida.

En el 2016, comenzó su labor en la Biblioteca Nacional Mariano Moreno, donde realizó un trabajo de rescate de archivos personales de escritores e intelectuales argentinos con el objetivo de preservarlos e incrementar el acervo de la institución. Entre los autores que rescató, se encontraron, entre otros, Abelardo Arias, Oscar Hermes Villordo, Alberto Williams, Liborio Justo, Olga Costa Vivas y María Elena Walsh.
En el 2018, publicó su quinta y última novela, Ensenada. Una memoria, que, junto a sus dos primeras, componen una trilogía, según el autor, de forma.
Brizuela falleció el 14 de mayo del 2019 a los 55 años de edad, a causa de una leucemia. Sus restos fueron velados ese mismo día en la ciudad de La Plata. En el momento de su muerte, diversas figuras públicas, instituciones como la Feria Internacional del Libro de Buenos Aires, la editorial Eterna Cadencia y escritores como Sergio Olguín y Claudia Piñeiro, entre otros, manifestaron su pesar a través de las redes sociales.
En septiembre del 2024, la editorial Bosque Energético publicó Diario del abandono, un libro de textos inéditos suyos. Alejandra Varela, para el diario Clarín, llamó a su escritura «desnuda, abierta, rota», y comparó el género del texto con «el ensimismamiento mordaz que practicaba Sylvia Plath».

## Vida personal
Brizuela realizó pública su homosexualidad, que asumió a los dieciséis años. Al respecto, dijo: «Yo no quiero ser considerado un autor de literatura gay, escribo literatura y ese tema está, y es mi experiencia. Será una tontería, pero no me gustan los rótulos. Tampoco pienso a mis personajes enamorados en términos gays, o de una calificación. El mercado rotula por temas».
En el 2004, falleció su padre. El 2 de abril del 2013 perdió parte de su biblioteca personal después de que su hogar se viera afectado por la inundación de la ciudad de La Plata.

## Obra

### Novela
- Tejiendo agua. Emecé Editores. 1986. ISBN 978-950-04-0521-8.
- Inglaterra. Una fábula. Arte Gráfico Editorial Argentino. 1999. ISBN 978-950-782-040-3.
- El placer de la cautiva. Temas Grupo Editorial. 2000. ISBN 978-987-9164-52-5.
- Lisboa. Un melodrama. Alfaguara. 2010. ISBN 978-987-04-1460-5.
- Una misma noche. Alfaguara. 2012. ISBN 978-987-04-2427-7.
- Ensenada. Una memoria. Alfaguara. 2018. ISBN 978-987-738-474-1.

### Cuento
- Los que llegamos más lejos. Alfaguara. 2002. ISBN 978-950-511-796-3.

### Poesía
- Fado. La Marca Editora. 1995. ISBN 978-950-889-017-7.

### Entrevista
- Cantoras. Torres Agüero. 1987. ISBN 978-950-549-105-6.
- Cantar la vida. El Ateneo. 1992. ISBN 978-950-02-8426-4.

### Antología
- Cómo se escribe una novela. El Ateneo. 1992. ISBN 978-950-02-6321-4.
- Cómo se escribe un cuento. El Ateneo. 1993. ISBN 978-950-02-6326-9.
- Quince narradores regionales. Vinciguerra. 1996. ISBN 978-950-843-183-7.
- Instrucciones secretas. Colihue 987-684. 1998. ISBN 978-950-581-734-4.
- Cuentos en secreto. Alfaguara. 2003. ISBN 978-950-511-911-0.
- La locura de Onelli. Bajo La Luna. 2012. ISBN 978-987-1803-16-3.

## Premios y reconocimientos
- 1985: Premio Fortabat de Novela 1985 por Tejiendo agua.
- 1996: Primer Premio Edelap de Cuento.
- 1999: Premio Clarín de Novela por Inglaterra. Una fábula.
- 2000: Premio Municipal de Literatura de la Ciudad de Buenos Aires por Inglaterra. Una fábula.
- 2001: Beca de la Fundación Calouste Gulbenkian.
- 2002: Beca de la Fundación Antorchas.
- 2002: Beca del Banff Center for the Arts.
- 2004: Premio Konex, Diploma al Mérito en la categoría de Cuento por el período 1999-2003.[23]
- 2012: Premio Alfaguara de Novela por Una misma noche.[24]
- 2014: Premio Konex, Diploma al Mérito en la categoría de Novela por el período 2011-2013.[25]